# Herta Haas
Herta Haas (Slovenska Bistrica (Imperio austro-húngaro), 29 de marzo de 1914 – Belgrado, 5 de marzo de 2010) fue una partisana yugoslava durante la Segunda Guerra Mundial y segunda esposa del líder de los partisanos y futuro Presidente de Yugoslavia Josip Broz Tito.

## Biografía
Haas nació en la población de Slovenska Bistrica, que formaba parte del Imperio austro-húngaro. Se unió a movimientgos revolucionarios ya desde el instituto y trabajó como mensajera entre grupos en Yugoslavia y Francia.
Haas conoció a Tito en París en 1937, un año después de que este se divorciase de su primera mujer Pelagija "Polka" Belousova. En 1940, Haas viajó a Estambul para entregar un pasaporte a Tito, que regresaba de un viaje a Moscú. Su relación pronto se volvió en un romance, como confiesa Tito en su propia autobiografía. La pareja se casó en 1940 y volvieron a Yugoslavia de incógnito. Vivieron en Zagreb hasta la Invasión de Yugoslavia, cuando Tito se trasladó a Belgrado, mientras que Haas, que estaba embarazada de su único hijo, se quedó en Zagreb.
En mayo de 1941, Haas dio a luz a su hijo Mišo Broz, que se convirtió posteriormente en embajador croata en Indonesia de 2004 a 2009. Los partidarios escondieron a Haas y a su hijo de las autoridades alemanas nazis y sus aliados, pero finalmente fue capturada y arrestada. Fue intercambiada por un oficial alemán en un intercambio de prisioneros en 1943 entre los alemanes y los partisanos.
Mientras Haas se volvía a unir con los partisanos en 1943, Tito tenía un romance con su secretaria Davorjanka Paunović.  Haas y Tito se separaron en 1943 en Jajce durante la segunda reunión de AVNOJ después de que ella supuestamente entrara con Tito y Davorjanka Paunović. Haas pasó el resto de la Segunda Guerra Mundial en Eslovenia, lejos de Tito.
Haas comentó que volvió a coincidir con Tito en una ocasión después de la Segunda Guerra Mundial durante la visita del presidente en Belgrado.  Vivió en el anonimato durante el resto de la vida, trabajando en diferentes instituciones yugoslavas. Se volvió a casar y tuvo dos hijas más.